# Gabino Bugallal Araújo

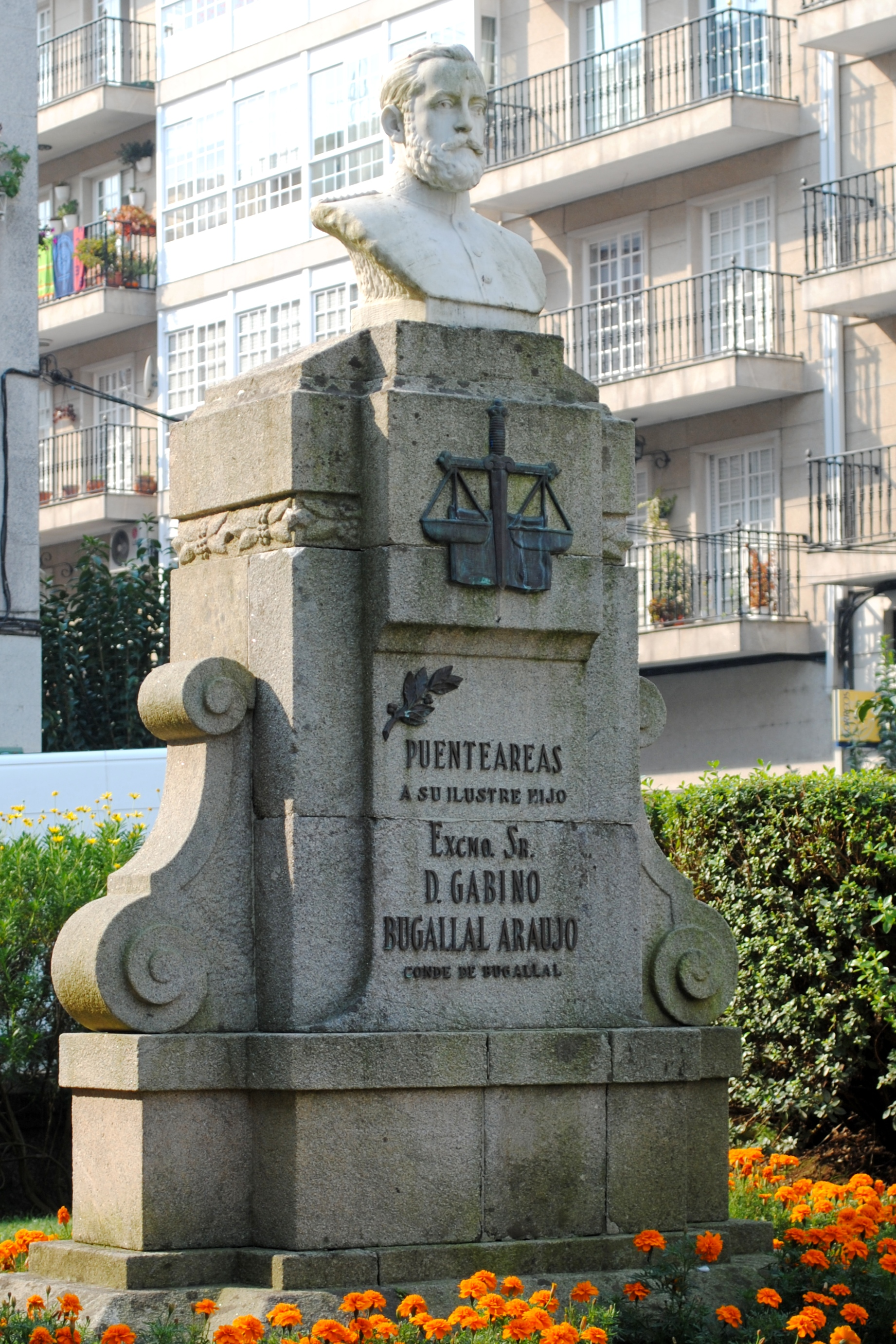
Gabino Bugallal Araujo.

Gabino Bugallal Araújo (Ponteareas, 19 de febrer de 1861 - París, 30 de juny de 1932) fou un jurisconsult i polític espanyol.

## Biografia
Fou elegit diputat dins de les files del Partit Conservador per primer cop a les eleccions generals espanyoles de 1886, amb només 25 anys. Alineat en el grup de Raimundo Fernández Villaverde, va ser nomenat ministre en diverses ocasions entre 1902 i 1920 i diputat per Pontevedra i Ourense entre 1886 i 1923 (a les eleccions de 1914 ho fou pel districte de Villena, a Alacant). Fou nomenat ministre al Govern de Fernández Villaverde, de juliol de 1903, amb la cartera d'Instrucció Pública i Belles Artes, que va ocupar fins al 5 de desembre d'aquell any. Ministre d'Hisenda al Govern d'Eduardo Dato de 1912 (27 d'octubre al 31 de desembre), de nou de l'11 de juny al 3 de novembre de 1917, i per última vegada, del 2 de juliol de 1919 al 5 de maig de 1920, al Govern de Sánchez Toca.
En 1920 va substituir Bergamín com a ministre de Governació i va adoptar una política de mà dura contra la conflictivitat social. Partidari de mesures repressives, va arribar a tolerar l'aplicació de la llei de fugides i envià a Barcelona com a governador civil Severiano Martínez Anido.
Va ocupar interinament la prefectura del Govern després de l'assassinat de Eduardo Dato e Iradier i, en contra de la voluntat de Maura, va intentar crear un Govern conservador homogeni. Monàrquic conservador, durant la dictadura de Miguel Primo de Rivera va mantenir la seva adhesió al rei Alfons XIII d'Espanya. Ministre d'Economia en 1931, davant el massiu suport electoral a la República, fou l'únic que va donar suport l'ús de la força per a defensar la monarquia.
Va morir a l'Hotel Savoy de París i fou enterrat provisionalment en una església de la rue de la Pompe, fins que en 1960 la seva filla traslladà les seves restes al cementiri de Thiais, on reposa.